# Dagny (ca sĩ)
Dagny Norvoll Sandvik (sinh ngày 23 tháng 7 năm 1990) là một ca sĩ người Na Uy đã thành công với đĩa đơn đầu tay "Backbeat". Phiên bản acoustic của bài hát đã được giới thiệu trên Grey Anatomy trong tập "True Colors".

## Tiểu sử
Dagny là con gái của giọng ca chính Marit Sandvik và nhạc sĩ nhạc jazz ystein Norvoll. Cô đã có thành công lớn trên Spotify  và đã ký hợp đồng với Universal Music. Rob Stevenson nói về cô ấy, "... Backbeat ngay lập tức khơi dậy sự chú ý của chúng tôi, và sau một buổi giới thiệu ở New York, toàn bộ công ty của chúng tôi đã yêu cô ấy. Chúng tôi mong muốn truyền đạt hơn nữa tầm nhìn của cô ấy đến thế giới". Cô đã được ghi nhận là một nhạc sĩ trong bài hát "Never Never Over" năm 2019 của Katy Perry, ca khúc sử dụng mẫu nhạc "Love You Like That" của Dagny.

## Danh sách đĩa nhạc

### Playlist
| Tiêu đề     | Chi tiết                                                                                 |
| ----------- | ---------------------------------------------------------------------------------------- |
| Ultraviolet | - Phát hành: ngày 2 tháng 9 năm 2016 - Nhãn: Republic - Định dạng: Tải xuống kỹ thuật số |